# United 93
United 93 (bra: Voo United 93; prt: Voo 93) é um filme norte-americano do gênero drama baseado nos atentados terroristas ocorridos nos Estados Unidos no dia 11 de setembro de 2001. Foi dirigido por Paul Greengrass.
O filme mostra o drama vivido pelos passageiros do voo 93 da companhia aérea United Airlines no dia 11 de setembro de 2001, que teriam tentado tomar o controle da aeronave durante o voo e que acabou caindo antes de atingir seu alvo, possivelmente em Washington, DC.
O filme teve sua estreia na América do Norte em 28 de Abril de 2006. Dez por cento de sua receita nos três primeiros dias de exibição foram doados para a criação de um memorial as vítimas do voo United 93. United 93 arrecadou um total de US$ 31 483 450 nos Estados Unidos, e US$ 76 700 659 mundialmente.

## Elenco
- Christian Clemenson como Tom Burnett
- Trish Gates como Sandra Bradshaw
- David Alan Basche como Todd Beamer
- Cheyenne Jackson como Mark Bingham
- Opal Alladin como CeeCee Lyles
- Starla Benford como Wanda Anita Green
- J.J. Johnson como Capitão Jason Dahl
- Nancy McDoniel como Lorraine G. Bay
- Polly Adams como Deborah Welsh
- Richard Bekins como William Joseph Cashman
- Susan Blommaert como Jane Folger
- Ray Charleson como Joseph DeLuca
- Gary Commock como Oficial LeRoy Homer
- Liza Colón-Zayas como Waleska Martinez
- Lorna Dallas como Linda Gronlund
- Denny Dillon como Colleen Fraser
- Trieste Kelly Dunn como Deora Frances Bodley (como Trieste Dunn)
- Kate Jennings Grant como Lauren Catuzzi Grandcolas
- Peter Hermann como Jeremy Glick
- Tara Hugo como Kristin White Gould
- Marceline Hugot como Georgine Rose Corrigan
- Joe Jamrog como John Talignani
- Corey Johnson como Louis J. Nacke II
- Masato Kamo como Toshiya Kuge
- Becky London como Jean Headley Peterson
- Peter Marinker como Andrew Garcia
- Jodie Lynne McClintock como Marion R. Britton
- Libby Morris como Hilda Marcin
- Tom O'Rourke como Donald Peterson
- Simon Poland como Alan Anthony Beaven
- David Rasche como Donald Freeman Greene
- Erich Redman como Christian Adams
- Michael J. Reynolds como Patrick Joseph Driscoll
- John Rothman como Edward P. Felt
- Daniel Sauli como Richard Guadagno
- Rebecca Schull como Patricia Cushing
- Chloe Sirene como Honor Elizabeth Wainio
- Olivia Thirlby como Nicole Carol Miller
- Chip Zien como Mark Rothenberg
- Leigh Zimmerman como Christine Snyder
- Khalid Abdalla como Ziad Jarrah
- Lewis Alsamari como Saeed Al Ghamdi
- Omar Berdouni como Ahmed Al Haznawi
- Jamie Harding como Ahmed Al Nami

## Produção
United 93 foi o primeiro filme de Hollywood a extrair sua narrativa diretamente dos ataques de 11 de setembro de 2001. Os passageiros foram retratados no filme principalmente por atores profissionais, mas relativamente desconhecidos (o passageiro Tom Burnett, por exemplo, é interpretado por Christian Clemenson, que desde então apareceu em Boston Legal e CSI: Miami). Além disso, vários participantes dos eventos da vida real se retratam no filme, incluindo Thomas Roberts, Tobin Miller, Rich Sullivan, Tony Smith, James Fox, Shawna Fox, Jeremy Powell, Curt Applegate, Greg Callahan, Rick Tepper e notavelmente o gerente de operações da Administração Federal de Aviação Ben Sliney. Sliney esteve inicialmente envolvido no filme como consultor. Ele então foi escalado para um pequeno papel como controlador de tráfego aéreo. Mais tarde, o diretor Greengrass ofereceu a ele a oportunidade de interpretar a si mesmo, o que ele aceitou. Os papéis de um dos comissários de bordo, dos dois pilotos e de muitos outros funcionários da United Airlines foram preenchidos por funcionários reais da companhia aérea.
Durante a produção, os atores que representavam a tripulação e os passageiros do voo foram colocados em hotéis separados dos atores que representavam os sequestradores e faziam suas refeições separadamente, aparentemente para criar um ar de antagonismo no filme entre os dois grupos. As tomadas foram planejadas para darem um tom mais real às cenas. Durante as filmagens, muitos dos atores realmente se machucaram e o sangue visível em seus rostos durante as cenas da revolta dos passageiros é autêntico. Terminando a primeira tomada, Jamie Harding, que interpreta o terrorista Ahmad al-Na'mi, ficou impressionado com o fato de vários atores estarem chorando.
As filmagens ocorreram de outubro a dezembro de 2005, em um Boeing 757 recuperado de vinte anos, anteriormente operado pela MyTravel Airways, no Pinewood Studios perto de Londres. O cockpit foi construído pela Flightdeck Solutions. O local foi escolhido tanto por seus incentivos financeiros quanto para proteger os atores do escrutínio público indesejado que poderiam ter recebido nos Estados Unidos. A ação foi filmada com câmeras portáteis, escolhidas por sua versatilidade em cenários próximos e para criar uma sensação de imediatismo. As sequências externas do aeroporto foram filmadas no Aeroporto Internacional de Newark, enquanto as internas foram filmadas na Inglaterra, no Aeroporto de Londres Stansted. Algumas cenas também foram filmadas em Washington, DC e Boston. Além disso, uma sequência de abertura ambientada no Afeganistão foi filmada no Marrocos, mas foi cortada do filme antes do lançamento.

## Lançamento e recepção
Antes do lançamento de United 93 houve pedidos para que a Universal Pictures retirasse os trailers do filme de circulação nos cinemas, devido a possibilidade de alguns espectadores se sentirem assustados, chateados ou constrangidos com o assunto do filme. O estúdio não atendeu a esse pedido, embora um cinema em Manhattan tenha retirado voluntariamente o trailer do filme após reclamações do público.
O ator Lewis Alsamari, nascido no Iraque e radicado em Londres, que interpreta o terrorista Saeed al-Ghamdi no filme, teve o visto negado pelas autoridades de imigração dos Estados Unidos quando se inscreveu para visitar a cidade de Nova York para assistir à estreia de United 93, apesar de já ter recebido asilo no Reino Unido desde década de 1990. O motivo relatado foi que ele já havia sido um membro recrutado do Exército iraquiano, embora esse também tenha sido o motivo de seu status de refugiado após sua deserção em 1993. Outras fontes dizem que ele solicitou seu visto com atraso e que não foi negado.
O filme recebeu "classificação R" da Motion Picture Association of America por conter "linguagem depreciativa e algumas sequências intensas de terror e violência".
O filme teve suas primeiras exibições nos cinemas encerradas com a frase "A Guerra ao Terror na América começou", o que depois foi alterado para "Dedicado à memória de todos aqueles que perderam suas vidas em 11 de setembro de 2001".

### Desempenho comercial
O filme foi lançado nos cinemas dos Estados Unidos em 28 de abril de 2006 e estreou em segundo lugar nas bilheterias do fim de semana, atrás de RV, embora obteve uma média ligeiramente maior por tela. O filme encerrou seu circuito nos cinemas arrecadando US$ 31 483 450 nas bilheterias estadunidenses e US$ 45 217 209 em outros países, perfazendo um total mundial de US$ 76 700 659, se tornando um sucesso comercial (comparado com seu orçamento estimado em US$ 15 milhões). Dez por cento de sua receita bruta em seus três primeiros dias em cartaz foram doados pela Universal para um fundo de criação de um memorial às vítimas do Voo 93.

### Recepção da crítica
United 93 foi um dos filmes mais aclamados pela crítica de 2006. Diversos críticos de cinema como James Berardinelli, Roger Ebert, Michael Medved e Peter Travers rasgaram elogios à produção, com Ebert chamando o filme de "magistral e comovente" e dizendo que "honra a memória das vítimas". Travers o chamou de "um dos filmes mais comoventes do ano", em sua crítica na revista Rolling Stone. Chamando o filme de "doloroso e surpreendentemente probatório", o The A.V. Club incluiu United 93 em uma lista de "Grandes filmes dolorosos demais para assistir duas vezes". Uma das poucas críticas negativas veio de Alex von Tunzelmann, do jornal britânico The Guardian, que deu ao filme uma nota C, argumentando: "United 93 é soberbamente bem feito e autêntico, mas as escolhas que ele faz sobre o que aconteceu no avião, e quem serão os heróis, estão abertas para discussão".
Com uma taxa de aprovação de 90%, o filme possui o "certificado fresco" no site agregador de resenhas online Rotten Tomatoes, obtendo uma nota 8,2 de 10, com base em 212 comentários; seu consenso crítico diz: "Potente e sóbrio, United 93 trata o assunto com respeito, nunca recorrendo ao engrandecimento de Hollywood". No Metacritic, United 93 possui a pontuação 90/100 com base em quarenta comentários, indicando "aclamação universal" O público dos cinemas consultado pelo CinemaScore deu ao filme uma nota média "A-", numa escala de "A+" a "F".

### Prêmios e indicações
O filme foi indicado aos prêmios Oscar de melhor direção e edição. No entanto, perdeu ambos os prêmios para The Departed. Venceu os BAFTA Film Awards de melhor direção e edição.
| \| Prêmio \| Categoria \| Nome \| Veredito \| \| -------------------------------------------------------- \| ------------------------------------------------------------------ \| ------------------------------------------------------------------------------------------------------------------------------------------------------------- \| ------------------------ \| \| 79th Academy Awards \| Achievement in Directing \| Paul Greengrass \| Nominated \| \| 79th Academy Awards \| Achievement in Film Editing \| Claire Douglas, Christopher Rouse, Richard Pearson \| Nominated \| \| 57th American Cinema Editors Eddie Awards \| Best Edited Feature Film, Dramatic \| Claire Douglas, Christopher Rouse, Richard Pearson \| Nominated \| \| American Film Institute \| Top 10 Outstanding Movies of the Year \| \| Won \| \| 2nd Austin Film Critics Association Awards \| Top 10 Films \| \| \| \| 2nd Austin Film Critics Association Awards \| Best Film \| Tim Bevan, Eric Fellner, Lloyd Levin, Paul Greengrass \| Won \| \| 27th Boston Society of Film Critics Awards \| Best Picture \| Tim Bevan, Eric Fellner, Lloyd Levin, Paul Greengrass \| Runner-Up \| \| 27th Boston Society of Film Critics Awards \| Best Director \| Paul Greengrass \| Runner-Up \| \| 27th Boston Society of Film Critics Awards \| Best Ensemble \| \| Won \| \| 12th BFCA Critic's Choice Awards \| Best Picture \| Tim Bevan, Eric Fellner, Lloyd Levin, Paul Greengrass \| Runner-Up \| \| 12th BFCA Critic's Choice Awards \| Best Director \| Paul Greengrass \| Runner-Up \| \| 60th British Academy Film Awards \| Alexander Korda Award for the Outstanding British Film of the Year \| Tim Bevan, Eric Fellner, Paul Greengrass \| Nominated \| \| 60th British Academy Film Awards \| David Lean Award for Achievement in Direction \| Paul Greengrass \| Won \| \| 60th British Academy Film Awards \| Best Original Screenplay \| Paul Greengrass \| Nominated \| \| 60th British Academy Film Awards \| Best Editing \| Claire Douglas, Christopher Rouse, Richard Pearson \| Won \| \| 60th British Academy Film Awards \| Best Cinematography \| Barry Ackroyd \| Nominated \| \| 60th British Academy Film Awards \| Best Sound \| Chris Munro, Mike Prestwood Smith, Douglas Cooper, Oliver Tarney, Eddy Joseph \| Nominated \| \| 59th Bodil Awards \| Best American Film \| \| Nominated \| \| British Film Institute \| Top Films of 2006 \| \| \| \| 5th Central Ohio Film Critics Association Awards \| Top 10 Films \| \| \| \| 19th Chicago Film Critics Association Awards \| Best Picture \| Tim Bevan, Eric Fellner, Lloyd Levin, Paul Greengrass \| Nominated \| \| 19th Chicago Film Critics Association Awards \| Best Director \| Paul Greengrass \| Nominated \| \| 19th Chicago Film Critics Association Awards \| Best Original Screenplay \| Paul Greengrass \| Nominated \| \| 13th Dallas-Fort Worth Film Critics Association Awards \| Top 10 Films \| \| \| \| 13th Dallas-Fort Worth Film Critics Association Awards \| Best Film \| Tim Bevan, Eric Fellner, Paul Greengrass \| Won \| \| 13th Dallas-Fort Worth Film Critics Association Awards \| Best Director \| Paul Greengrass \| Runner-Up \| \| 11th Empire Movie Awards \| Best Film \| Tim Bevan, Eric Fellner, Lloyd Levin, Paul Greengrass \| Nominated \| \| 11th Empire Movie Awards \| Best British Film \| Tim Bevan, Eric Fellner, Lloyd Levin, Paul Greengrass \| Won \| \| 33rd Evening Standard British Film Awards \| Best Film \| Tim Bevan, Eric Fellner, Lloyd Levin, Paul Greengrass \| Won \| \| 4th Irish Film and Television Awards \| Best International Film \| Tim Bevan, Eric Fellner, Lloyd Levin, Paul Greengrass \| Nominated \| \| 41st Kansas City Film Critics Circle Awards \| Best Picture \| Tim Bevan, Eric Fellner, Lloyd Levin, Paul Greengrass \| Won \| \| 41st Kansas City Film Critics Circle Awards \| Best Director \| Paul Greengrass \| Won \| \| 10th Las Vegas Film Critics Society Awards \| Top 10 Films \| \| \| \| 27th London Film Critics Circle Awards \| Best Film of the Year \| Tim Bevan, Eric Fellner, Lloyd Levin, Paul Greengrass \| Won \| \| 27th London Film Critics Circle Awards \| Best Director of the Year \| Paul Greengrass \| Won \| \| 27th London Film Critics Circle Awards \| Best British Producer of the Year \| Paul Greengrass, Eric Fellner, Tim Bevan \| Won \| \| 32nd Los Angeles Film Critics Association Awards \| Best Director \| Paul Greengrass \| Won \| \| 54th Motion Picture Sound Editors Golden Reel Awards \| Best Sound Editing for Sound Effects and Foley in a Foreign Film \| Oliver Tarney, Eddy Joseph, Harry Barnes, Richard Fordham, Paul Conway, Jack Whittaker, Martin Cantwell, Tony Currie, Simon Chase, Stuart Morton, Alex Joseph \| Nominated \| \| 41st National Society of Film Critics Awards \| Best Director \| Paul Greengrass \| Won \| \| 72nd New York Film Critics Circle Awards \| Best Picture \| Tim Bevan, Eric Fellner, Lloyd Levin, Paul Greengrass \| Won \| \| 1st Oklahoma Film Critics Circle Awards \| Best Picture \| Tim Bevan, Eric Fellner, Lloyd Levin, Paul Greengrass \| Won \| \| 10th Online Film Critics Society Awards \| Best Picture \| Tim Bevan, Eric Fellner, Lloyd Levin, Paul Greengrass \| Won \| \| 10th Online Film Critics Society Awards \| Best Director \| Paul Greengrass \| Nominated \| \| 10th Online Film Critics Society Awards \| Best Editing \| Claire Douglas, Christopher Rouse, Richard Pearson \| Won \| \| 10th Online Film Critics Society Awards \| Best Original Screenplay \| Paul Greengrass \| Nominated \| \| 7th Phoenix Film Critics Society Awards \| Best Picture \| Tim Bevan, Eric Fellner, Lloyd Levin, Paul Greengrass \| Won \| \| 44th ICG Publicists' Awards \| Maxwell Weinberg Award for Top Publicity Campaign \| \| Nominated \| \| 3rd St. Louis Gateway Film Critics Association Awards \| Top 10 Films \| \| \| \| 3rd St. Louis Gateway Film Critics Association Awards \| Best Picture \| Tim Bevan, Eric Fellner, Lloyd Levin, Paul Greengrass \| Nominated \| \| 3rd St. Louis Gateway Film Critics Association Awards \| Best Director \| Paul Greengrass \| Indicado \| \| 3rd St. Louis Gateway Film Critics Association Awards \| Melhor filme original \| \| Vencedor \| \| 11th San Diego Film Critics Society Awards \| Melhor edição \| Claire Douglas, Christopher Rouse, Richard Pearson \| Vencedor \| \| 15th Southeastern Film Critics Association Awards \| Top 10 Films \| \| \| \| 15th Southeastern Film Critics Association Awards \| Melhor filme \| Tim Bevan, Eric Fellner, Lloyd Levin, Paul Greengrass \| Ganhador em quarto lugar \| \| 10th Toronto Film Critics Association Awards \| Melhor filme \| Tim Bevan, Eric Fellner, Lloyd Levin, Paul Greengrass \| Nominated \| \| 10th Toronto Film Critics Association Awards \| Melhor Diretor \| Paul Greengrass \| Indicado \| \| 2nd Utah Film Critics Association Awards \| Melhor filme \| Tim Bevan, Eric Fellner, Lloyd Levin, Paul Greengrass \| Vencedor \| \| 2nd Utah Film Critics Association Awards \| Melhor diretor \| Paul Greengrass \| Indicado \| \| 2nd Utah Film Critics Association Awards \| Melhor adaptação \| Paul Greengrass \| Indicado \| \| 5th Washington D.C. Area Film Critics Association Awards \| Melhor filme \| Tim Bevan, Eric Fellner, Lloyd Levin, Paul Greengrass \| Vencedor \| \| 59th Writers Guild of America Awards \| Melhor roteiro original \| Paul Greengrass \| Indicado \| |                                                                    | |                          |
| Prêmio | Categoria                                                          | Nome | Veredito                 |
| 79th Academy Awards | Achievement in Directing                                           | Paul Greengrass | Nominated                |
| 79th Academy Awards | Achievement in Film Editing                                        | Claire Douglas, Christopher Rouse, Richard Pearson | Nominated                |
| 57th American Cinema Editors Eddie Awards | Best Edited Feature Film, Dramatic                                 | Claire Douglas, Christopher Rouse, Richard Pearson | Nominated                |
| American Film Institute | Top 10 Outstanding Movies of the Year                              | | Won                      |
| 2nd Austin Film Critics Association Awards | Top 10 Films                                                       | |                          |
| 2nd Austin Film Critics Association Awards | Best Film                                                          | Tim Bevan, Eric Fellner, Lloyd Levin, Paul Greengrass | Won                      |
| 27th Boston Society of Film Critics Awards | Best Picture                                                       | Tim Bevan, Eric Fellner, Lloyd Levin, Paul Greengrass | Runner-Up                |
| 27th Boston Society of Film Critics Awards | Best Director                                                      | Paul Greengrass | Runner-Up                |
| 27th Boston Society of Film Critics Awards | Best Ensemble                                                      | | Won                      |
| 12th BFCA Critic's Choice Awards | Best Picture                                                       | Tim Bevan, Eric Fellner, Lloyd Levin, Paul Greengrass | Runner-Up                |
| 12th BFCA Critic's Choice Awards | Best Director                                                      | Paul Greengrass | Runner-Up                |
| 60th British Academy Film Awards | Alexander Korda Award for the Outstanding British Film of the Year | Tim Bevan, Eric Fellner, Paul Greengrass | Nominated                |
| 60th British Academy Film Awards | David Lean Award for Achievement in Direction                      | Paul Greengrass | Won                      |
| 60th British Academy Film Awards | Best Original Screenplay                                           | Paul Greengrass | Nominated                |
| 60th British Academy Film Awards | Best Editing                                                       | Claire Douglas, Christopher Rouse, Richard Pearson | Won                      |
| 60th British Academy Film Awards | Best Cinematography                                                | Barry Ackroyd | Nominated                |
| 60th British Academy Film Awards | Best Sound                                                         | Chris Munro, Mike Prestwood Smith, Douglas Cooper, Oliver Tarney, Eddy Joseph                                                                                 | Nominated                |
| 59th Bodil Awards | Best American Film                                                 | | Nominated                |
| British Film Institute | Top Films of 2006                                                  | |                          |
| 5th Central Ohio Film Critics Association Awards | Top 10 Films                                                       | |                          |
| 19th Chicago Film Critics Association Awards | Best Picture                                                       | Tim Bevan, Eric Fellner, Lloyd Levin, Paul Greengrass | Nominated                |
| 19th Chicago Film Critics Association Awards | Best Director                                                      | Paul Greengrass | Nominated                |
| 19th Chicago Film Critics Association Awards | Best Original Screenplay                                           | Paul Greengrass | Nominated                |
| 13th Dallas-Fort Worth Film Critics Association Awards | Top 10 Films                                                       | |                          |
| 13th Dallas-Fort Worth Film Critics Association Awards | Best Film                                                          | Tim Bevan, Eric Fellner, Paul Greengrass | Won                      |
| 13th Dallas-Fort Worth Film Critics Association Awards | Best Director                                                      | Paul Greengrass | Runner-Up                |
| 11th Empire Movie Awards | Best Film                                                          | Tim Bevan, Eric Fellner, Lloyd Levin, Paul Greengrass | Nominated                |
| 11th Empire Movie Awards | Best British Film                                                  | Tim Bevan, Eric Fellner, Lloyd Levin, Paul Greengrass | Won                      |
| 33rd Evening Standard British Film Awards | Best Film                                                          | Tim Bevan, Eric Fellner, Lloyd Levin, Paul Greengrass | Won                      |
| 4th Irish Film and Television Awards | Best International Film                                            | Tim Bevan, Eric Fellner, Lloyd Levin, Paul Greengrass | Nominated                |
| 41st Kansas City Film Critics Circle Awards | Best Picture                                                       | Tim Bevan, Eric Fellner, Lloyd Levin, Paul Greengrass | Won                      |
| 41st Kansas City Film Critics Circle Awards | Best Director                                                      | Paul Greengrass | Won                      |
| 10th Las Vegas Film Critics Society Awards | Top 10 Films                                                       | |                          |
| 27th London Film Critics Circle Awards | Best Film of the Year                                              | Tim Bevan, Eric Fellner, Lloyd Levin, Paul Greengrass | Won                      |
| 27th London Film Critics Circle Awards | Best Director of the Year                                          | Paul Greengrass | Won                      |
| 27th London Film Critics Circle Awards | Best British Producer of the Year                                  | Paul Greengrass, Eric Fellner, Tim Bevan | Won                      |
| 32nd Los Angeles Film Critics Association Awards | Best Director                                                      | Paul Greengrass | Won                      |
| 54th Motion Picture Sound Editors Golden Reel Awards | Best Sound Editing for Sound Effects and Foley in a Foreign Film   | Oliver Tarney, Eddy Joseph, Harry Barnes, Richard Fordham, Paul Conway, Jack Whittaker, Martin Cantwell, Tony Currie, Simon Chase, Stuart Morton, Alex Joseph | Nominated                |
| 41st National Society of Film Critics Awards | Best Director                                                      | Paul Greengrass | Won                      |
| 72nd New York Film Critics Circle Awards | Best Picture                                                       | Tim Bevan, Eric Fellner, Lloyd Levin, Paul Greengrass | Won                      |
| 1st Oklahoma Film Critics Circle Awards | Best Picture                                                       | Tim Bevan, Eric Fellner, Lloyd Levin, Paul Greengrass | Won                      |
| 10th Online Film Critics Society Awards | Best Picture                                                       | Tim Bevan, Eric Fellner, Lloyd Levin, Paul Greengrass | Won                      |
| 10th Online Film Critics Society Awards | Best Director                                                      | Paul Greengrass | Nominated                |
| 10th Online Film Critics Society Awards | Best Editing                                                       | Claire Douglas, Christopher Rouse, Richard Pearson | Won                      |
| 10th Online Film Critics Society Awards | Best Original Screenplay                                           | Paul Greengrass | Nominated                |
| 7th Phoenix Film Critics Society Awards | Best Picture                                                       | Tim Bevan, Eric Fellner, Lloyd Levin, Paul Greengrass | Won                      |
| 44th ICG Publicists' Awards | Maxwell Weinberg Award for Top Publicity Campaign                  | | Nominated                |
| 3rd St. Louis Gateway Film Critics Association Awards | Top 10 Films                                                       | |                          |
| 3rd St. Louis Gateway Film Critics Association Awards | Best Picture                                                       | Tim Bevan, Eric Fellner, Lloyd Levin, Paul Greengrass | Nominated                |
| 3rd St. Louis Gateway Film Critics Association Awards | Best Director                                                      | Paul Greengrass | Indicado                 |
| 3rd St. Louis Gateway Film Critics Association Awards | Melhor filme original                                              | | Vencedor                 |
| 11th San Diego Film Critics Society Awards | Melhor edição                                                      | Claire Douglas, Christopher Rouse, Richard Pearson | Vencedor                 |
| 15th Southeastern Film Critics Association Awards | Top 10 Films                                                       | |                          |
| 15th Southeastern Film Critics Association Awards | Melhor filme                                                       | Tim Bevan, Eric Fellner, Lloyd Levin, Paul Greengrass | Ganhador em quarto lugar |
| 10th Toronto Film Critics Association Awards | Melhor filme                                                       | Tim Bevan, Eric Fellner, Lloyd Levin, Paul Greengrass | Nominated                |
| 10th Toronto Film Critics Association Awards | Melhor Diretor                                                     | Paul Greengrass | Indicado                 |
| 2nd Utah Film Critics Association Awards | Melhor filme                                                       | Tim Bevan, Eric Fellner, Lloyd Levin, Paul Greengrass | Vencedor                 |
| 2nd Utah Film Critics Association Awards | Melhor diretor                                                     | Paul Greengrass | Indicado                 |
| 2nd Utah Film Critics Association Awards | Melhor adaptação                                                   | Paul Greengrass | Indicado                 |
| 5th Washington D.C. Area Film Critics Association Awards | Melhor filme                                                       | Tim Bevan, Eric Fellner, Lloyd Levin, Paul Greengrass | Vencedor                 |
| 59th Writers Guild of America Awards | Melhor roteiro original                                            | Paul Greengrass | Indicado                 |

## Precisão histórica

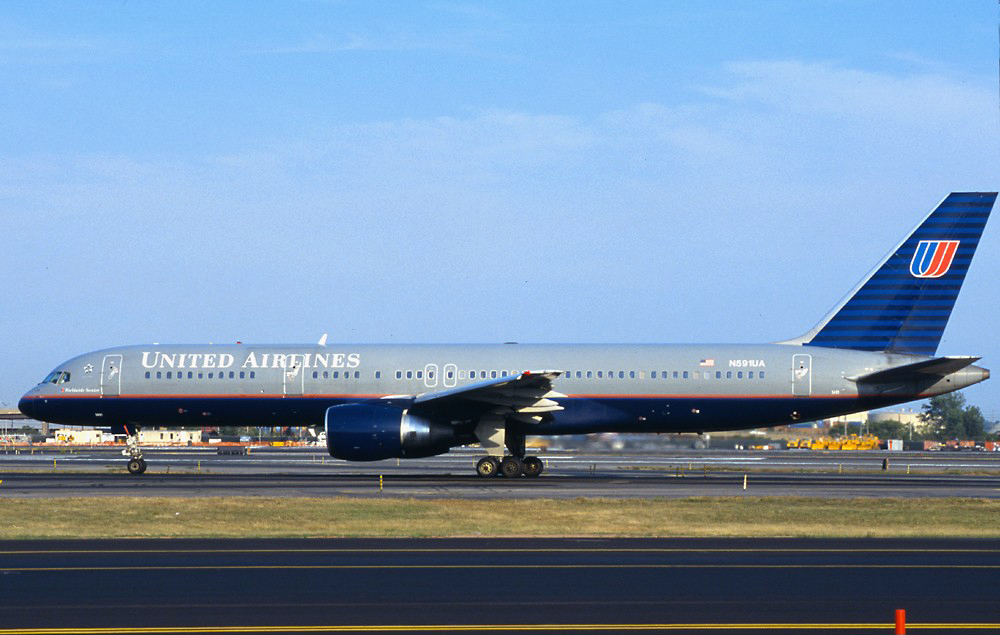
Das quatro aeronaves sequestradas em 11 de setembro, o voo 93 da United Airlines foi a única aeronave que não atingiu o alvo pretendido pelos sequestradores

Em United 93, vários eventos tiveram sua ordem cronológica alterada para dar um efeito mais dramático. No filme o líder dos terroristas Ziad Samir Jarrah faz uma ligação telefônica para sua namorada do saguão do aeroporto, quando na realidade ele fez isso ainda em seu quarto de hotel. Também é mostrado que a transmissão de Mohamed Atta dizendo "temos alguns aviões" é ouvida antes do choque do Voo 11 com o WTC, quando na verdade isso ocorreu depois. Em uma entrevista, Ben Sliney disse que Greengrass exagerou outros detalhes para efeito dramático, como ele e vários controladores xingando e gritando quando, em sua memória, a maioria das pessoas falava baixinho na torre de controle de tráfego aéreo.
O filme sugere explicações de por que os sequestradores esperaram 46 minutos após a decolagem para iniciar o sequestro, retratando Jarrah como hesitante e duvidoso, para consternação de seus companheiros sequestradores. O alvo pretendido pelos terroristas do Voo 93 jamais foi confirmado, mas o filme segue uma suposição comum de que seria o Capitólio dos Estados Unidos em Washington, D. C.
A fita do gravador de voz da cabine do voo 93 da United nunca foi tornada pública; no entanto, uma transcrição foi tornada pública após a conclusão do filme, lançando mais luz sobre o que realmente aconteceu nos trinta minutos finais antes da queda do avião. Algumas partes contradizem as escolhas dos cineastas em relação a alguns diálogos e aspectos específicos do evento. Por exemplo, os pilotos, Jason Dahl e LeRoy Homer Jr., são mostrados no filme sendo mortos imediatamente durante o sequestro. Isso foi baseado em evidências documentais do Relatório da Comissão do 11 de setembro, que indica que pelo menos um passageiro relatou em uma ligação de celular ter visto duas pessoas, possivelmente os pilotos, mortos ou feridos no chão fora da cabine após o sequestro. Embora Dahl seja mostrado emitindo um sinal de socorro, Melody Homer afirmou reconhecer a voz de seu marido LeRoy no S.O.S., dando a entender que foi ele quem emitiu o aviso em vez de Dahl. Devido ao julgamento próximo de Zacarias Moussaoui, a esposa de Jason Dahl, Sandy Dahl, foi incapaz de dizer ao diretor do filme, Paul Greengrass, o que ela acreditava que realmente aconteceu em relação a seu marido. Algumas declarações feitas pelos terroristas na transcrição do gravador de voz da cabine, bem como gemidos ouvidos ao fundo no cockpit, levantaram dúvidas de que ambos os pilotos estivessem realmente mortos antes da queda do avião.
Há alguma controvérsia também entre alguns dos familiares dos passageiros e os oficiais de investigação sobre se os passageiros conseguiram arrombar a porta da cabine dos pilotos antes da queda do avião. O Relatório da Comissão do 11 de setembro concluiu que "os sequestradores permaneceram nos controles, mas devem ter julgado que os passageiros estavam a apenas alguns segundos de alcança-los", forçando-os a jogar a aeronave contra o solo. No entanto, muitos familiares dos passageiros, após ouvirem as gravações de áudio, acreditam que os passageiros conseguiram entrar na cabine e lutaram contra os sequestradores pelo controle do manche até os últimos minutos.

### Retrato de Christian Adams
O filme foi criticado por retratar o passageiro alemão Christian Adams como um conselheiro de apaziguamento, a ponto de os passageiros o conterem quando ele tenta alertar os sequestradores, apesar da ausência de qualquer evidência de que o tenha feito. Também foi relatado que a viúva de Adams não cooperou com os cineastas devido à dor emocional. O crítico do jornal britânico The Sunday Times, Cosmo Landesman, refletiu: "Certamente um dos passageiros não ligou para casa para apontar que havia um alemão covarde a bordo que queria ceder?" Erich Redman, que interpretou Adams no filme, afirmou que não pretendia retratar Adams como covarde, mas como um homem que "nunca tomou decisões precipitadas e tudo o que ele fez foi sempre bem pensado".